# Mouvement pour la nouvelle culture

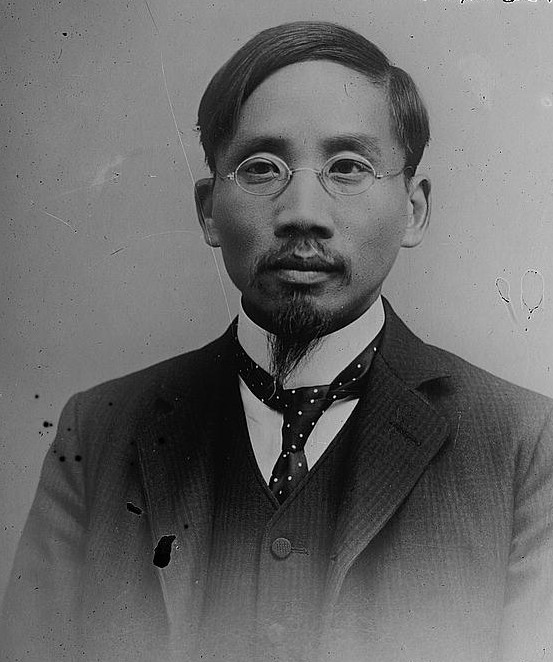
Cai Yuanpei (1868-1940).

Le Mouvement pour la nouvelle culture (chinois traditionnel : 新文化運動 ; pinyin : Xīn Wénhuà Yùndòng) est un mouvement en Chine qui critique dans les années 1910 et 1920 les idées chinoises classiques et promouvait une nouvelle culture chinoise basée sur des idéaux progressistes, modernes et occidentaux comme la démocratie et la science. Né de la désillusion de la culture traditionnelle chinoise à la suite de l'échec de la république de Chine à résoudre les problèmes de la Chine, il met en scène des érudits tels que Chen Duxiu, Cai Yuanpei, Chen Hengzhe (en), Li Dazhao, Lu Xun, Zhou Zuoren, Robert Hotung, Qian Xuantong, Liu Bannong, Bing Xin et Hu Shi, dont beaucoup avaient reçu une éducation classique, qui ont mené une révolte contre le confucianisme.
Le mouvement a fait la promotion de :
- la littérature vernaculaire
- la fin de la famille patriarcale en faveur de la liberté individuelle et de la libération des femmes
- l'idée que la Chine est une nation parmi les nations, et non une culture uniquement confucéenne
- le réexamen des textes confucéens et des classiques anciens à l'aide de méthodes textuelles et critiques modernes, connu sous le nom d'école du doute de l'ancienneté.
- des valeurs démocratiques et égalitaires
- une orientation vers l'avenir plutôt que vers le passé.

Le Mouvement pour une nouvelle culture est à l'origine du mouvement du 4 Mai. Le 4 mai 1919, des étudiants de Pékin ralliés au mouvement ont protesté contre le transfert des droits allemands sur la baie de Jiaozhou au Japon impérial plutôt qu'à la Chine lors de la Conférence de la paix de Paris (la réunion fixant les conditions de la paix à la fin de la Première Guerre mondiale), transformant ce qui avait été un mouvement culturel en un mouvement politique.

## Histoire

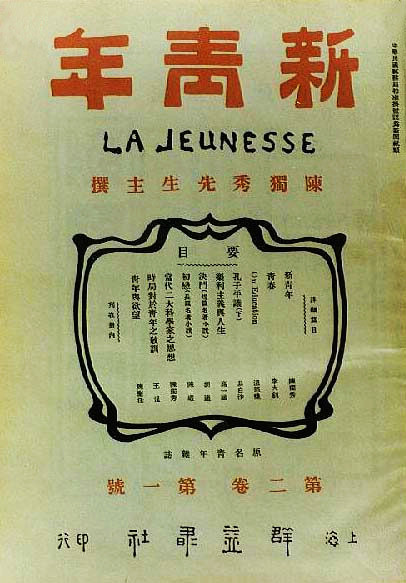
Couverture du magazine Nouvelle Jeunesse.

Deux grands centres de littérature et d'activité intellectuelle étaient Pékin, où se trouvaient l'université de Pékin et l'université Tsinghua, et Shanghai, avec son secteur de l'édition florissant. Les fondateurs du mouvement de la nouvelle culture se sont regroupés à l'université de Pékin, où ils ont été recrutés par Cai Yuanpei lorsqu'il est devenu chancelier. Chen Duxiu, en tant que doyen, et Li Dazhao, en tant que bibliothécaire, ont à leur tour recruté des personnalités telles que le philosophe Hu Shi, le spécialiste du bouddhisme Liang Shuming, l'historien Gu Jiegang et bien d'autres. Chen a fondé le journal Nouvelle Jeunesse (ou Nouvelle Jeunesse) en 1915, qui est devenu la plus importante des centaines de nouvelles publications destinées au nouveau public de la classe moyenne. Le Xīn Wénhuà Yùndòng (Mouvement pour la nouvelle culture) a vu le jour après que Chen Duxiu a publié ses recommandations sur ce que devrait être la modernité culturelle dans les années 1920. Certains des manifestes les plus influents pour aider à instiguer le mouvement étaient intitulés : À la jeunesse (chinois traditionnel : 敬告青年 ; pinyin : jinggao qingnian), 1916 (chinois traditionnel : 一九一六年 ; pinyin : yijiuyiliu nian), et Notre réalisation finale (chinois traditionnel : 吾人最後之覺悟 ; pinyin : wuren zuihou zhi juewu).

### Contributions

#### Yuan Shikai
Yuan Shikai, qui a hérité d'une partie de l'armée de la dynastie Qing après son effondrement en 1911, a tenté d'établir l'ordre et l'unité, mais il n'a pas réussi à protéger la Chine contre le Japon, et a également échoué dans une tentative de se faire déclarer empereur.
Lorsqu'il est mort en 1916, l'effondrement de l'ordre traditionnel semblait complet, et la recherche d'un remplacement s'est intensifiée pour aller plus loin que les changements des générations précédentes, qui ont apporté de nouvelles institutions et de nouvelles formes politiques. Des leaders audacieux ont appelé à une nouvelle culture.

### Chen Duxiu
Un important établissement littéraire, des maisons d'édition, des revues, des sociétés littéraires et des universités ont jeté les bases d'une scène littéraire et intellectuelle active au cours des décennies suivantes. La revue Nouvelle Jeunesse, qui était un forum de premier plan pour débattre des causes de la faiblesse de la Chine, en rejetait la responsabilité sur la culture confucéenne. Chen Duxiu appelait à remplacer « Monsieur Confucius » par « Monsieur Science » (chinois simplifié : 赛先生 ; chinois traditionnel : 賽先生 ; pinyin : sài xiānsheng) et « Monsieur Démocratie » (chinois traditionnel : 德先生 ; pinyin : dé xiānsheng). Ces deux personnages étaient considérés comme les deux symboles du mouvement de la Nouvelle culture et aussi de son héritage.

### Hu Shi

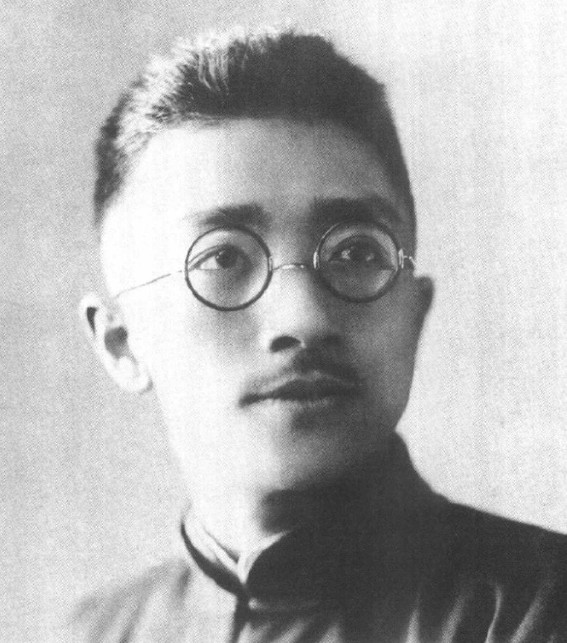
Hu Shi (1891-1962).

Un autre résultat a été la promotion du chinois vernaculaire écrit (chinois traditionnel : 白话文) par rapport au chinois littéraire ou classique. La restructuration du patrimoine national a commencé lorsque Hu Shih a remplacé l'apprentissage confucéen traditionnel par une construction plus moderne de la recherche sur la culture traditionnelle. Hu Shi a proclamé qu'« une langue morte ne peut pas produire une littérature vivante ». En théorie, le nouveau format permettait aux personnes peu instruites de lire des textes, des articles et des livres. Il accusait le chinois littéraire, ou classique, qui était la langue écrite avant le mouvement, de n'être compris que par les érudits et les fonctionnaires (ironiquement, la nouvelle langue vernaculaire comprenait de nombreux mots étrangers et néologismes japonais (Wasei-kango), ce qui la rendait difficile à lire pour beaucoup). Des érudits, tels que Chao Yuen Ren, ont commencé l'étude de la langue et des dialectes chinois en utilisant les outils de la linguistique occidentale. Hu Shi est l'un de ceux qui ont utilisé l'étude textuelle du Rêve dans le pavillon rouge et d'autres fictions vernaculaires comme base de la langue nationale. Des sociétés littéraires telles que la Société du Croissant de Lune ont fleuri. Hu Shi n'était pas seulement l'un des fondateurs du mouvement, il était aussi considéré comme le leader de la faction vernaculaire avec sa promotion des méthodes scientifiques.

### Lu Xun
La production littéraire de cette époque était importante, et de nombreux écrivains devenus célèbres par la suite (tels que Mao Dun, Lao She, Lu Xun et Bing Xin) ont publié leurs premières œuvres. Par exemple, les essais et les nouvelles de Lu Xun ont fait sensation par leur condamnation de la culture confucéenne. Le Journal d'un fou sous-entendait directement que la culture traditionnelle chinoise était cannibale, et La Véritable Histoire de Ah Q montrait les Chinois typiques comme étant faibles et se trompant eux-mêmes. Parallèlement, des musiciens tels que Yin Zizhong ont rejoint le mouvement par le biais de la musique.

### Influence occidentale

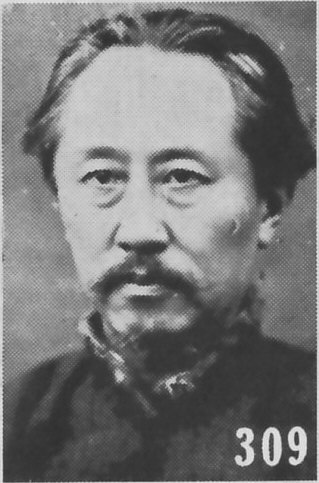
Li Shizeng (1881-1973).

Les leaders de la Nouvelle Culture et leurs adeptes considéraient désormais la Chine comme une nation parmi les nations, et non plus comme culturellement unique. Un grand nombre de doctrines occidentales devinrent à la mode, en particulier celles qui renforçaient la critique culturelle et les impulsions de construction nationale du mouvement. Le darwinisme social, qui avait été influent depuis la fin du XIXe siècle, a été particulièrement façonné par Lu Xun, parmi beaucoup d'autres, et a été complété par presque tous les « -ismes » du monde. Cai Yuanpei, Li Shizeng et Wu Zhihui ont développé une variété chinoise d'anarchisme. Ils affirmaient que la société chinoise devait subir un changement social radical avant que le changement politique ne soit significatif. Le pragmatisme de John Dewey est devenu populaire, souvent grâce aux travaux de Hu Shi, Chiang Monlin et Tao Xingzhi. Dewey est arrivé en Chine en 1919 et a passé l'année suivante à donner des conférences. Bertrand Russell a également donné de nombreuses conférences devant des foules chaleureuses. Lu Xun est associé aux idées de Nietzsche, qui sont également propagées par Li Shicen (en), Mao Dun et de nombreux autres intellectuels de l'époque.
Les leaders de la Nouvelle Culture, souvent sous l'influence du programme anarchiste, ont promu le féminisme, voire l'amour libre, comme une attaque contre la famille traditionnelle, changeant les termes dans lesquels les générations suivantes concevaient la société. Plus précisément, le mouvement a remplacé la sexualité par l'idée traditionnelle chinoise de la position de la parenté. Cette substitution est un élément essentiel des théories individualistes émergentes de l'époque. Parmi les écrivains féministes figurait Ding Ling.

### Développement et fin du mouvement
Lorsque Cai Yuanpei, le directeur de l'université de Pékin, a démissionné le 9 mai 1919, cela a provoqué un énorme tumulte dans les médias du pays. Le discours académique au sein de l'université était ainsi lié à l'activisme politique des manifestations du 4 Mai. Celles-ci ont d'abord uni les dirigeants, mais le rôle de la politique a rapidement fait l'objet d'un débat et d'un désaccord. Hu Shi, Cai Yuanpei et d'autres libéraux ont exhorté les étudiants manifestants à retourner en classe, mais Chen Duxiu et Li Dazhao, frustrés par l'insuffisance des changements culturels, ont préconisé une action politique plus radicale. Ils ont utilisé leur rôle de professeurs de l'université de Pékin pour organiser des groupes d'étude marxistes et la première réunion du Parti communiste chinois.
Li a appelé à des « solutions fondamentales », mais Hu l'a critiqué comme étant abstrait, appelant à « plus d'étude de questions, moins d'étude d'-ismes ». Parmi les jeunes qui ont suivi Li et Chen dans la politique organisée, il y avait Mao Zedong.
D'autres étudiants ont écouté l'appel de Hu Shih et ont repris leurs études. Les nouvelles approches ont façonné l'érudition de la génération suivante. L'historien Gu Jiegang, par exemple, a été le premier à appliquer la Nouvelle histoire (en) qu'il a étudiée à l'université Columbia aux textes classiques chinois dans le cadre du mouvement du doute de l'Antiquité (en). Gu a également incité ses étudiants à étudier les traditions populaires chinoises qui avaient été ignorées ou rejetées par les érudits confucéens. L'éducation figurait en bonne place dans le programme de la Nouvelle culture. Cai Yuanpei dirigeait une Société d'éducation nouvelle, et les étudiants universitaires rejoignaient le Mouvement d'éducation de masse de James Yen et Tao Xingzhi qui promouvait l'alphabétisation comme base d'une participation politique plus large.

## Postérité

### Impact sur le journalisme et l'opinion publique
Le journalisme chinois s'est modernisé dans les années 1920 selon les normes internationales, grâce à l'influence du Mouvement de la nouvelle culture. Les rôles de journaliste et d'éditeur se sont professionnalisés et sont devenus des carrières prestigieuses. L'aspect commercial a gagné en importance et, en mettant davantage l'accent sur la publicité et les nouvelles commerciales, les principaux journaux de Shanghai, comme le Shen Bao, se sont éloignés du journalisme de revendication qui caractérisait la période révolutionnaire de 1911. Une grande partie de ce qu'ils rapportaient façonnait les récits et les réalités parmi ceux qui s'intéressaient à ce qui était en train de devenir le mouvement de la nouvelle culture. En dehors des grands centres, le nationalisme promu par les quotidiens métropolitains n'était pas aussi distinctif que le localisme et le culturalisme.

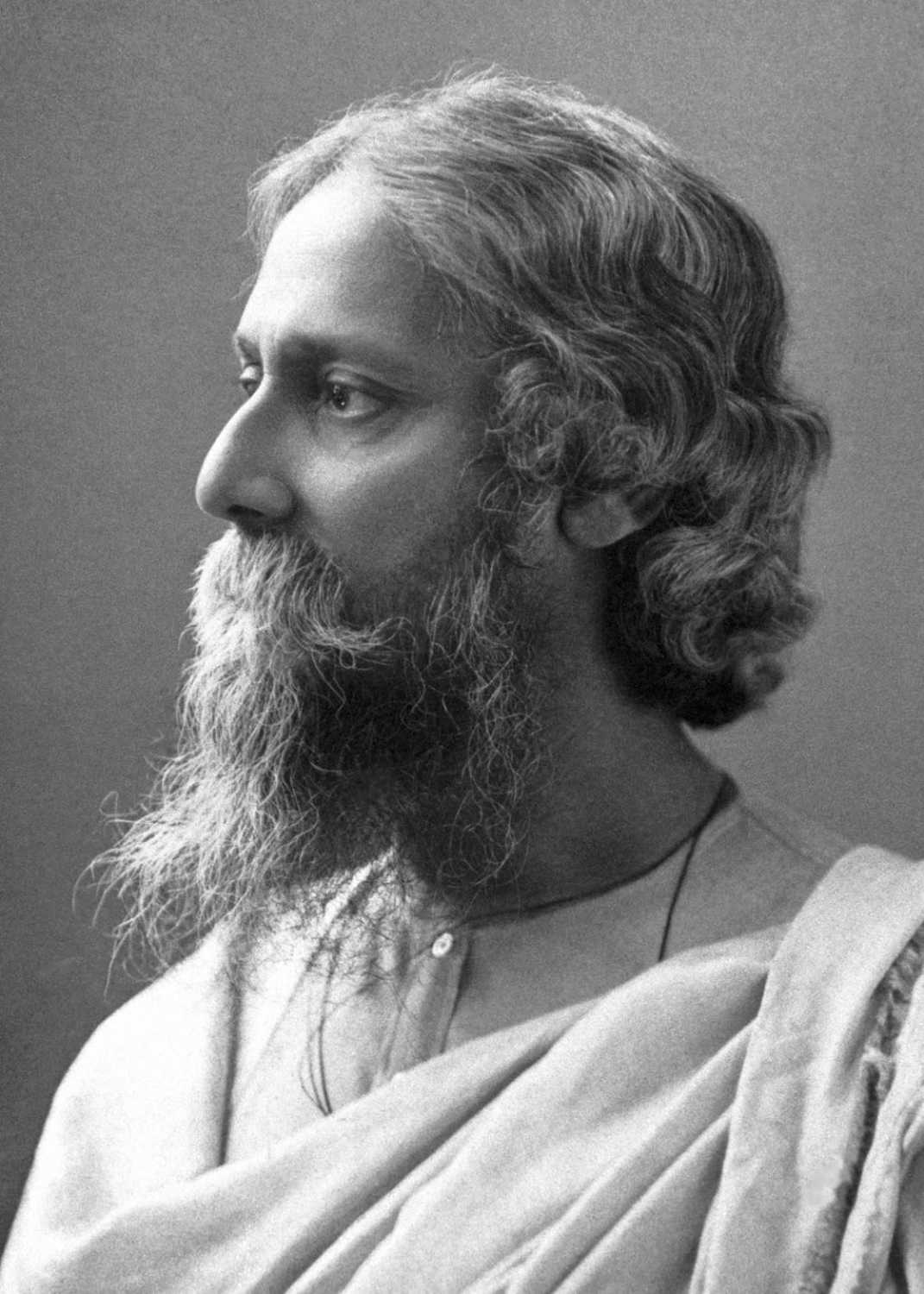
Rabindranath Tagore (1861-1941).

En 1924, le lauréat indien du prix Nobel Rabindranath Tagore a tenu de nombreuses conférences en Chine. Il a fait valoir que la Chine pourrait rencontrer des problèmes en intégrant trop de pensées progressistes et occidentales dans la société chinoise. Les idéaux libéraux étaient une composante majeure du mouvement de la nouvelle culture. La démocratie est devenue un outil essentiel pour les personnes frustrées par la situation instable de la Chine, tandis que la science est devenue un instrument crucial pour écarter les « ténèbres de l'ignorance et de la superstition ».
Les intellectuels de la Nouvelle Culture préconisaient et débattaient d'un large éventail de solutions cosmopolites incluant la science, la technologie, l'individualisme, la musique et la démocratie, laissant à l'avenir la question de savoir quelle organisation ou quel pouvoir politique pourrait les mettre en œuvre. La violence anti-impérialiste et populiste du milieu des années 1920 a rapidement submergé la recherche intellectuelle et la culture de la Nouvelle Culture.

### Évaluations et changements de points de vue
Les historiens orthodoxes considèrent le Mouvement pour une nouvelle culture comme une rupture révolutionnaire avec la pensée et les pratiques sociales féodales et comme le ferment des dirigeants révolutionnaires qui ont créé le Parti communiste chinois et ont ensuite fondé la république populaire de Chine en 1949. Mao Zedong a écrit que le Mouvement du 4 mai « a marqué une nouvelle étape dans la révolution démocratique bourgeoise de la Chine contre l'impérialisme et le féodalisme » et a affirmé qu'« un camp puissant a fait son apparition dans la révolution démocratique bourgeoise, un camp composé de la classe ouvrière, des masses étudiantes et de la nouvelle bourgeoisie nationale ».
Les historiens occidentaux ont également considéré que le mouvement marquait une rupture entre la tradition et la modernité, mais au cours des dernières décennies, les historiens chinois et occidentaux s'accordent à dire que les changements promus par les leaders de la Nouvelle culture avaient des racines remontant à plusieurs générations et ne constituaient donc pas une rupture brutale avec la tradition, qui était de toute façon très variée, mais plutôt une accélération des tendances antérieures. Les recherches menées au cours des cinquante dernières années suggèrent également que si les marxistes radicaux ont joué un rôle important dans le mouvement de la Nouvelle culture, il y avait de nombreux autres leaders influents, notamment des anarchistes, des conservateurs, des chrétiens et des libéraux.
La réévaluation, si elle ne remet pas en cause la haute appréciation des penseurs et écrivains de l'époque, n'accepte pas leur auto-image de révolutionnaires culturels,.
D'autres historiens affirment en outre que la révolution communiste de Mao n'a pas, comme elle le prétendait, rempli la promesse de la Nouvelle Culture et des Lumières, mais a plutôt trahi son esprit d'expression indépendante et de cosmopolitisme. Yu Ying-shih (en), un étudiant du nouveau confucéen Ch'ien Mu, a récemment défendu la pensée confucéenne contre la condamnation de la Nouvelle Culture. Il a fait valoir que la Chine impériale tardive n'était pas stagnante, irrationnelle et isolée, conditions qui justifieraient une révolution radicale, mais que les penseurs de la fin des Qing tiraient déjà parti du potentiel créatif de Confucius.
Xu Jilin (en), un intellectuel de Shanghai qui reflète les voix libérales, était en fait d'accord avec l'opinion orthodoxe selon laquelle le mouvement de la Nouvelle culture était à l'origine de la révolution chinoise, mais il en appréciait différemment le résultat. Les intellectuels de la Nouvelle culture, dit Xu, voyaient un conflit entre le nationalisme et le cosmopolitisme dans leur lutte pour trouver un « patriotisme rationnel », mais le mouvement cosmopolite des années 1920 a été remplacé par un « nouvel âge du nationalisme ». Comme un « cheval sauvage », poursuit Xu, « le chauvinisme, une fois débridé, ne pouvait plus être retenu, jetant ainsi les bases des résultats éventuels de l'histoire de la Chine pendant la première moitié du XXe siècle ».